# Eucurtiopsis mirabilis
Eucurtiopsis mirabilis är en skalbaggsart som beskrevs av Filippo Silvestri 1926. Eucurtiopsis mirabilis ingår i släktet Eucurtiopsis och familjen stumpbaggar. Inga underarter finns listade i Catalogue of Life.